# Bernieria (vogel)
De bernieria of madagaskarloofbuulbuul (Bernieria madagascariensis) is een zangvogel uit de familie Bernieridae.

## Verspreiding en leefgebied
Deze soort is endemisch in Madagaskar en telt twee ondersoorten:
- B. m. madagascariensis: oostelijk Madagaskar.
- B. m. inceleber: noordelijk en westelijk Madagaskar.

## Status
De grootte van de populatie is niet gekwantificeerd maar de soort wordt omschreven als algemeen. Op de Rode lijst van de IUCN heeft deze soort de status niet bedreigd.